# Hohokam-Kultur

Verbreitungsgebiet der Kultur

Die Hohokam-Kultur war eine präkolumbische indianische Kultur im Südwesten der heutigen USA. In der Sprache der Pima bedeutet Hohokam etwa Diejenigen, die verschwunden sind, wörtlich ungefähr aufgebraucht, nicht mehr benutzbar. Als archäologische Bezeichnung für besagte Kultur wurde der Begriff von Harold S. Gladwin eingeführt, der 1927 mit der Erforschung ihrer Relikte begann.
Die Kultur existierte von ca. 300 bis 1500 nach Christus im mittleren und südlichen Arizona, mit dem Schwerpunkt am Zusammenfluss von Gila und Salt River um das heutige Phoenix, Arizona. Die bekanntesten Überreste von Siedlungen der Hohokam sind die Casa Grande Ruins im gleichnamigen National Monument und das als Hohokam Pima National Monument ausgewiesene Snaketown, eine prähistorische Siedlung, die heute in der Gila-River-Reservation liegt und für die Öffentlichkeit nicht zugänglich ist. Weitere Funde sind aus dem Chaco Culture National Historical Park und den White Tank Mountains bekannt.

## Merkmale und Lebensweise

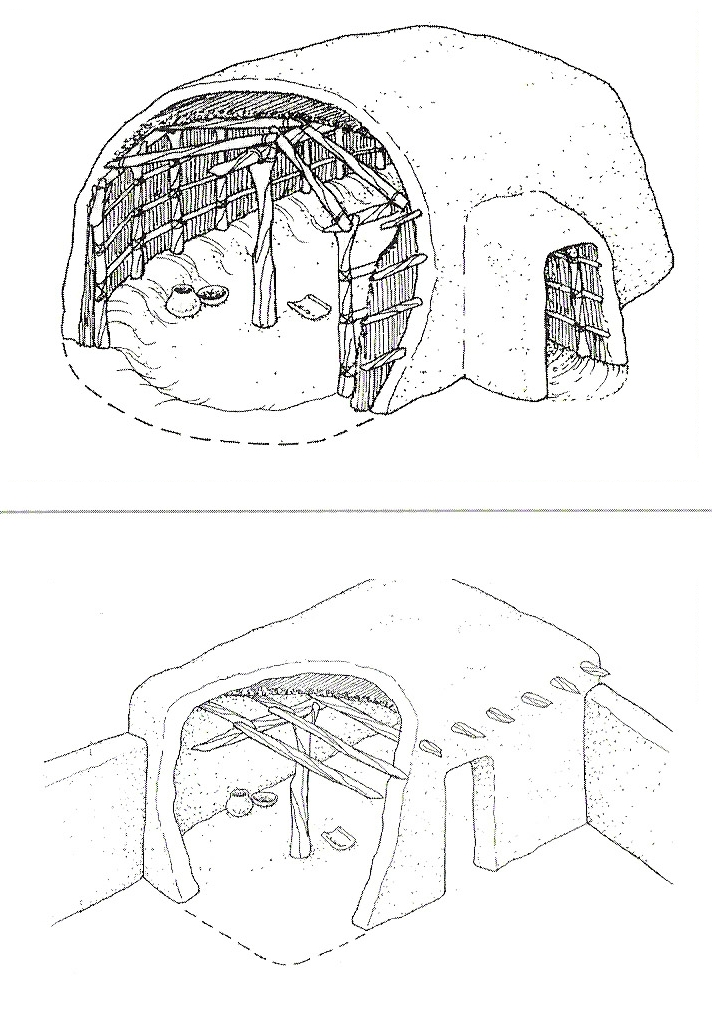
Oben: Grubenhaus der Hohokam, 1/3 unter der Erde 2/3 als Hütte, Unten: Jacal: Hütte der Hohokam mt Einfassungsmauern um einen Hof

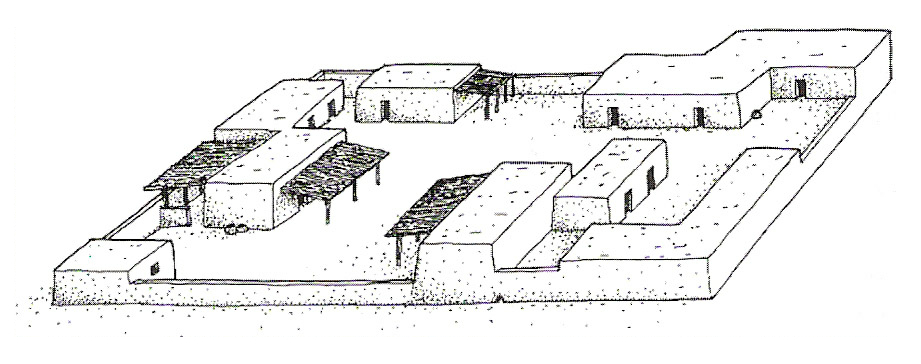
Aus einzelnen Jacels (Hütten) entwickelten sich Siedlungen, zuerst für eine Sippe und später für eine ganze Dorfgemeinschaft

Archäologisch wurde die Hohokam-Kultur bei ihrer ersten intensiven Erforschung in den 1920er Jahren durch charakteristische Keramik-Funde abgegrenzt. Sie sind gekennzeichnet durch vielfache Wiederholungen kleiner Muster in roter Farbe auf gelblichem, grauem oder braunem Ton.

### Siedlungen
Die Siedlungen bestanden aus einem Kern von dicht zusammenstehenden Gebäuden und zerstreuten Häusern in der Peripherie. Das Zentrum gruppierte sich um große Plätze oder um Erdhügel mit einer Plattform auf der Oberseite. Die Bauten bestanden aus Grubenhäusern mit Wänden aus Flechtwerk und Lehmputz, ab etwa 1150 kamen auch Wände aus Adobe-Lehmziegeln auf.
Die Plätze werden traditionell mit Feldern für das Mesoamerikanische Ballspiel identifiziert, 2009 wurde jedoch vorgeschlagen, dass es sich um Tanzböden handelt, aus denen die bis in das 20. Jahrhundert bestehenden Traditionen des Vikita-Festes der Papago hervorgegangen sind. Die gekrümmten Seitenlinien und die niedrigen Begrenzungen sowie weitere Merkmale machen die Plätze der Hohokam für das Ballspiel ungeeignet, entsprechen aber den Formen der Papago.

### Bewässerungsfeldbau
Ernährung und Landwirtschaft waren geprägt durch die klimatischen Bedingungen in der Tieflandwüste. Der jährliche Niederschlag liegt um 180 mm. Die ganzjährige Verfügbarkeit von Trinkwasser war nicht gesichert. Das wohl aufwändigste Kennzeichen der Hohokam-Kultur war ein ausgeklügeltes Bewässerungssystem, das sich über 1200 Kilometer erstreckte und ein Gebiet von über zehntausend Hektar bewässerte.
Für den Cave Creek, einen Zufluss des Salt Rivers, ist nachgewiesen, dass die Hohokam das ganze Bett des Flusses in seiner Ebene künstlich umleiteten, um den Lehmanteil im Boden zu erhöhen, was die Fruchtbarkeit für mehrere Jahre förderte. Nach Bodenanalysen konnten sie den Wert von 18 Prozent Bodenanteil in den typischen Böden der Region auf rund 45 Prozent steigern und so das Wasserrückhaltevermögen des Bodens deutlich erhöhen.
Auf terrassenartig aufgebauten Feldern bauten die Hohokam vor allem Mais an, daneben aber auch Bohnen und Kürbisse sowie Baumwolle. Vereinzelt wurden auch Amarant und Gerste nachgewiesen. Für den Feldbau verwendeten sie ausschließlich Hacken und Grabstöcke mit Spitzen aus Knochen oder Stein, die daran befestigt waren. Neben der Landwirtschaft stand auch das Sammeln von wildwachsenden Früchten, insbesondere Mesquite und Opuntien-Kakteen.
Während bei der archäologischen Untersuchung der Hohokam-Kultur lange Zeit Siedlungen im Vordergrund standen, wurde im 21. Jahrhundert der Raum zwischen den Dörfern als für die Landnutzung und gesellschaftliche Aspekte bedeutend erkannt. Die Auswertung von isolierten Funden, die nicht im Kontext eines größeren Fundorts stehen, ergab, dass die Hohokam häufig in kleinen Gruppen oder einzeln verschiedenste Orte in ihrem Siedlungsgebiet aufsuchten, um dort spezialisierten Aufgaben nachzugehen. Die Hohokam nutzten also ihre Region weit über die landwirtschaftlichen Flächen und das unmittelbare Umfeld der Dörfer hinaus und wesentlich intensiver als bisher angenommen. Dabei wurden Artefakte fast gleichmäßig über die verschiedenen Landschaftsformen gefunden, auf dem Schwemmland in Talböden, trockenen Ebenen und auf Hügelketten. Die konkreten Nutzungen lassen sich nur schwer abschätzen, es gibt Hinweise darauf, dass Agaven als Faserpflanze und als Lebensmittel gesammelt oder dezentral angebaut wurden. Auch wurden Steinwerkzeuge hergestellt und vermutlich mindestens gelegentlich auch Tongefäße außerhalb der Siedlungsflächen produziert.

### Kultur und Handel
Bis ca. 1300 war die Feuerbestattung die einzige Begräbnisform, in der Spätphase wurden Leichname auch direkt beigesetzt. Untersuchungen eines Begräbnisfeldes am Fundort La Plaza in Arizona ergaben Einblicke in die Bestattungssitten der Hohokam. Unter den besser erhaltenen Begräbnissen waren 66 Erdbestattungen und 52 Feuerbestattungen, so dass beide Methoden in grob vergleichbarer Zahl verwendet wurden. Rund 74 % wiesen Grabbeigaben auf. Die Analyse der Überreste einer mit etwa 20 Jahren gestorbenen Frau lässt eine aufwändige Pflege für gesundheitlich eingeschränkte Angehörige des Volksstamms annehmen. Die junge Frau litt an einer seit Jahren bestehenden Knochenerkrankung und starb schließlich an einer Lungenkrankheit, mutmaßlich Tuberkulose, in Verbindung mit Vitamin-D-Mangel. Der exzellente Zustand ihrer Zähne lässt darauf schließen, dass sie über viele Jahre hinweg von Angehörigen gepflegt wurde und dass ihr eine speziell zubereitete Nahrung mit geringerem Kohlenhydratanteil angeboten wurde, die fast frei von grobkörnigem Material war. Die Bioarchäologen sehen darin einen Beleg für starke soziale Bindungen und möglicherweise für einen hohen Status der jungen Frau und ihrer Familie.
Aufgrund der starken Ähnlichkeit aller Funde im gesamten Siedlungsgebiet kann von engen Kontakten zwischen allen Angehörigen der Hohokam-Kultur ausgegangen werden. Verwandtschaftsbeziehungen, die Entwicklung von klimatisch angepassten Wirtschaftsformen und Spekulationen über geteilte religiöse Überzeugungen werden als Methoden der kulturellen Homogenität genannt.
Vermutlich wurde die Kultur der Hohokam stark von Mittelamerika aus beeinflusst. Sowohl die Erdhügel mit Plattformen als auch das Ballspiel weisen auf enge Bezüge nach Mesoamerika hin.
Von den mexikanischen Küsten bezogen die Angehörigen der Hohokam-Kultur große Mengen an Muschelschalen, die zu Schmuck verarbeitet wurden. Beziehungen bestanden auch in die Rocky Mountains, von wo Obsidian gehandelt wurde. Speckstein und andere seltene Gesteine wurden aus dem Osten bezogen.

## Übergang zu den Pima
Traditionell wurde davon ausgegangen, dass die Hohokam-Kultur ab dem zwölften Jahrhundert mit einem Niedergang begann. Zuerst sorgten Dürren für eine Hungersnot, im folgenden Jahrhundert wurde ein großer Teil des Bewässerungssystems durch Überschwemmungen zerstört, wodurch die Hohokam ihre Ernährungsgrundlage verloren. Es wurde angenommen, dass das Eindringen neuer Stämme aus dem Norden und gestörte Handelsbeziehungen mit Mexiko die Hohokam schließlich auf ein niedrigeres Kulturniveau gezwungen hätten.
Eine Neubewertung der Siedlungsmuster und genauere Zuordnung von Datierungen einzelner Fundgruppen lässt den Schluss zu, dass die Hohokam in einer geordneten Weise und ohne kulturellen Zusammenbruch einen Wandel vornahmen, aus dem die Pima oder nach ihrer Eigenbezeichnung die O’Odham hervorgingen. Die beiden Flüsse Salt River und Gila River im Siedlungsgebiet der Hohokam weisen ein deutlich unterschiedliches Geländeprofil und damit auch verschiedene Abflussmuster auf. Klimatische Veränderungen der Region führen dazu, dass mal der eine, mal der andere jahreszeitlich besser für den Bewässerungsfeldbau geeignete Abflussprofile zeigten. Vor etwa 1100 siedelten die Hohokam vorwiegend im Bewässerungsgebiet des Salt Rivers und verschoben ihr Kanalsysteme in der sogenannten Klassische Periode bis ca. 1450 an den Gila River. Die anschließende Rückkehr an den Salt River und zu wesentlichen Elementen der Feldbaupraktiken der früheren Zeit, kann als Entstehung der Pima / O’Odham angesehen werden.